# Cantone di Oraison
Il Cantone di Oraison è una divisione amministrativa in parte nell'arrondissement di Digne-les-Bains e in parte nell'arrondissement di Forcalquier.
È stato istituito a seguito della riforma approvata con decreto del 24 febbraio 2014, che ha avuto attuazione dopo le elezioni dipartimentali del 2015.

## Composizione
I 3 comuni facenti parte del cantone sono:
- Les Mées (arrondissement di Digne-les-Bains)
- Oraison (Arrondissement di Digne-les-Bains)
- Villeneuve (arrondissement di Forcalquier)